# János Kőrössy
János Kőrössy (auch Jancsy Korossy; * 26. Dezember 1926 in Cluj; † 21. Januar 2013) war ein rumänischer Jazzpianist, Arrangeur und Komponist.

## Leben und Wirken
Kőrössy erhielt seine musikalische Ausbildung in Cluj (Klausenburg). In den 1960er Jahren trat er in Studenten- und Jazzclubs von Bukarest auf, zunächst als Solist, dann im Trio mit dem Bassisten Johnny Răducanu und dem Schlagzeuger Bob Iosifescu; hinzu kam der Saxophonist Dan Mândrilă, mit dem Studioaufnahmen für Radiodifuziunii Române entstanden. In den folgenden Jahren trat er in den Staaten des Warschauer Paktes auf, auf dem Internationalen Jazzfestival in Prag (1960), Warschau (1961) und Budapest (1962). In Polen entstanden 1961 Aufnahmen mit Roman Dyląg, Adam Jędrzejowski und Bernt Rosengren (Jancy Körössy in Poland). Für Supraphon nahm er das Album Iancsy Körössy – Jazz Recital auf, gefolgt von Iancsy Körössy Plays His Own Compositions (Supraphon), Körössy János és együttes (Qualiton), Iancsy Körössy – Seria Jazz nr. 1 (Electrecord, wiederveröffentlicht 1993 în der Reihe Jazz Restitutio). Er wirkte auch bei der Filmmusik zu Hallo, falsch verbunden (1958) mit. 
1969 emigrierte Körössy in die Bundesrepublik Deutschland; im selben Jahr entstanden Aufnahmen für MPS (Identification, mit Charly Antolini und Hans Rettenbacher). Er trat auch 1970 auf dem ersten Jazzfestival in Burghausen auf. Sein Bewunderer Willis Conover von Voice of America verschaffte ihm Auftrittsmöglichkeiten in den Vereinigten Staaten. Er spielte in Atlanta und arbeitete u. a. 1981 mit Zoot Sims. 1990 kehrte er nach Rumänien zurück und trat auf verschiedenen Festivals auf, wie 1993 dem Festivalurile de Jazz de la Costineşti şi Galaţi und 2001 auf dem Internationalen Jazzfestival in Bukarest. Es folgten Auftritte mit den amerikanischen Musikern Peter Perfido, James Singleton und Lee Konitz sowie die CD-Veröffentlichungen Sweet Home, Dor de acasă (im Duo mit Ramona Horvath (Electrecord)) und Live In Graz. Nach einer gemeinsamen Tournee mit Nicolas Simion 2001 kehrte er wieder dauerhaft nach Europa zurück.
Korossy kombinierte rumänische Folkloremusik mit amerikanischen Jazz-Rhythmen, nachzuhören auf dem Doppel-Album American Impressions & Romanian Landscapes 1972 bzw. 1975; er arrangierte im Jazz-Stil die Rhapsodie No. 1 von George Enescu.

## Preise und Auszeichnungen
1975 wurde er von Jimmy Carter für seine außerordentlichen Verdienste um den Jazz ausgezeichnet. 2002 ehrte ihn Radio Romania als den wichtigsten rumänischen Musiker. 2006 wurde ihm der Stern von Rumänien im Rang des Kommandeurs verliehen.